# Venta de Baños
Venta de Baños – gmina w Hiszpanii, w prowincji Palencia, w Kastylii i León, o powierzchni 14,25 km². W 2011 roku gmina liczyła 6472 mieszkańców.